# بانجول
بانجول أو بَنجول (بالإنجليزية: Banjul)، هي عاصمة دولة غامبيا. وتُعد مركزًا للقسم الإداري الذي يحمل نفس الاسم، والذي يقطنه نحو 400,000 نسمة، ما يجعلها أكبر مناطق غامبيا الحضرية وأكثرها كثافة سكانية.
تقع مدينة بانجول على جزيرة سانت ماري (المعروفة أيضًا باسم جزيرة بانجول)، عند مصب نهر غامبيا حيث يصب في المحيط الأطلسي. يبلغ عدد سكان المدينة ذاتها نحو 31,301 نسمة، في حين يبلغ عدد سكان منطقة بانجول الكبرى، التي تشمل مدينة بانجول ومجلس بلدية كانيفنغ، نحو 413,397 نسمة (حسب تعداد عام 2013).
ترتبط الجزيرة بالبر الرئيسي من الجهة الغربية وبسائر منطقة بانجول الكبرى عبر جسور، كما توجد خدمات عبّارات تربط بانجول بالضفة الأخرى من النهر.

يُذكر أن اسم المدينة كان "باثورست" منذ القرن التاسع عشر وحتى 24 أبريل 1973.

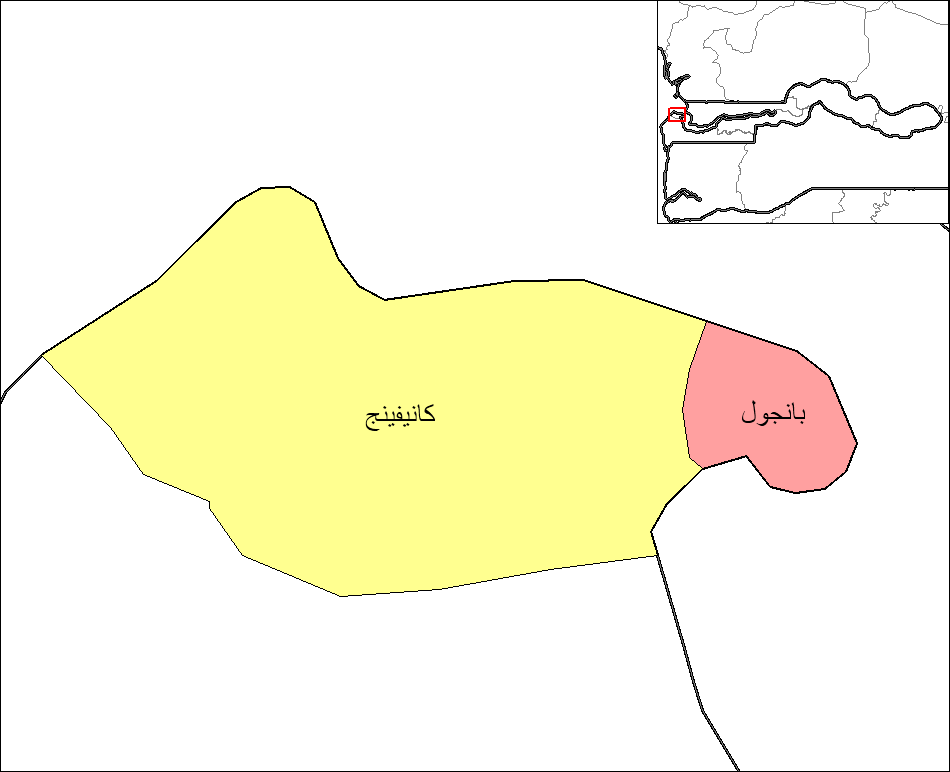
خريطة مناطق تقسيم بَنجول.

## المناخ
يظهر الجدول التالي التغييرات المناخية على مدار السنة لبَنجول:
| البيانات المناخية لـبانجول                                        | البيانات المناخية لـبانجول | البيانات المناخية لـبانجول | البيانات المناخية لـبانجول | البيانات المناخية لـبانجول | البيانات المناخية لـبانجول | البيانات المناخية لـبانجول | البيانات المناخية لـبانجول | البيانات المناخية لـبانجول | البيانات المناخية لـبانجول | البيانات المناخية لـبانجول | البيانات المناخية لـبانجول | البيانات المناخية لـبانجول | البيانات المناخية لـبانجول |
| الشهر                                                             | يناير                      | فبراير                     | مارس                       | أبريل                      | مايو                       | يونيو                      | يوليو                      | أغسطس                      | سبتمبر                     | أكتوبر                     | نوفمبر                     | ديسمبر                     | المعدل السنوي              |
| ----------------------------------------------------------------- | -------------------------- | -------------------------- | -------------------------- | -------------------------- | -------------------------- | -------------------------- | -------------------------- | -------------------------- | -------------------------- | -------------------------- | -------------------------- | -------------------------- | -------------------------- |
| الدرجة القصوى °م (°ف)                                             | 37.2 (99.0)                | 38.9 (102.0)               | 40.6 (105.1)               | 41.1 (106.0)               | 41.1 (106.0)               | 37.8 (100.0)               | 33.9 (93.0)                | 33.3 (91.9)                | 34.4 (93.9)                | 37.2 (99.0)                | 35.6 (96.1)                | 35.6 (96.1)                | 41.1 (106.0)               |
| متوسط درجة الحرارة الكبرى °م (°ف)                                 | 31.7 (89.1)                | 33.5 (92.3)                | 33.9 (93.0)                | 33.0 (91.4)                | 31.9 (89.4)                | 31.9 (89.4)                | 30.8 (87.4)                | 30.2 (86.4)                | 31.0 (87.8)                | 31.8 (89.2)                | 32.7 (90.9)                | 31.9 (89.4)                | 32.0 (89.6)                |
| متوسط درجة الحرارة الصغرى °م (°ف)                                 | 15.7 (60.3)                | 16.6 (61.9)                | 17.9 (64.2)                | 18.8 (65.8)                | 20.3 (68.5)                | 22.9 (73.2)                | 23.6 (74.5)                | 23.3 (73.9)                | 22.6 (72.7)                | 22.2 (72.0)                | 18.8 (65.8)                | 16.2 (61.2)                | 19.9 (67.8)                |
| أدنى درجة حرارة °م (°ف)                                           | 7.2 (45.0)                 | 10.0 (50.0)                | 11.7 (53.1)                | 12.2 (54.0)                | 13.9 (57.0)                | 18.3 (64.9)                | 20.0 (68.0)                | 20.0 (68.0)                | 17.2 (63.0)                | 16.1 (61.0)                | 12.2 (54.0)                | 8.9 (48.0)                 | 7.2 (45.0)                 |
| معدل هطول الأمطار مم (إنش)                                        | 0.5 (0.02)                 | 0.0 (0.0)                  | 0.0 (0.0)                  | 0.0 (0.0)                  | 1.3 (0.05)                 | 62.7 (2.47)                | 232.4 (9.15)               | 346.8 (13.65)              | 255.1 (10.04)              | 75.8 (2.98)                | 1.6 (0.06)                 | 0.7 (0.03)                 | 976.9 (38.46)              |
| متوسط الأيام الممطرة                                              | 0                          | 0                          | 0                          | 0                          | 0                          | 5                          | 14                         | 19                         | 16                         | 6                          | 0                          | 0                          | 60                         |
| متوسط الرطوبة النسبية (%)                                         | 47                         | 47                         | 50                         | 58                         | 67                         | 73                         | 81                         | 85                         | 84                         | 80                         | 69                         | 55                         | 67                         |
| ساعات سطوع الشمس الشهرية                                          | 207.7                      | 237.3                      | 266.6                      | 252.0                      | 229.4                      | 201.0                      | 182.9                      | 189.1                      | 183.0                      | 217.0                      | 246.0                      | 210.8                      | 2٬622٫8                    |
| ساعات سطوع الشمس اليومية                                          | 6.7                        | 8.4                        | 8.6                        | 8.4                        | 7.4                        | 6.7                        | 5.9                        | 6.1                        | 6.1                        | 7.0                        | 8.2                        | 6.8                        | 7.2                        |
| المصدر #1: المنظمة العالمية للأرصاد الجوية                        |                            |                            |                            |                            |                            |                            |                            |                            |                            |                            |                            |                            |                            |
| المصدر #2: الأرصاد الجوية الألمانية (extremes, humidity, and sun) |                            |                            |                            |                            |                            |                            |                            |                            |                            |                            |                            |                            |                            |

## معرض صور

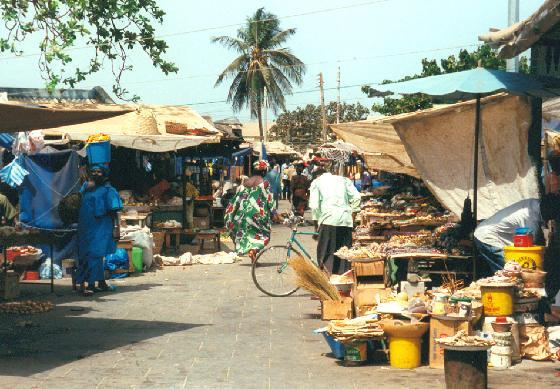
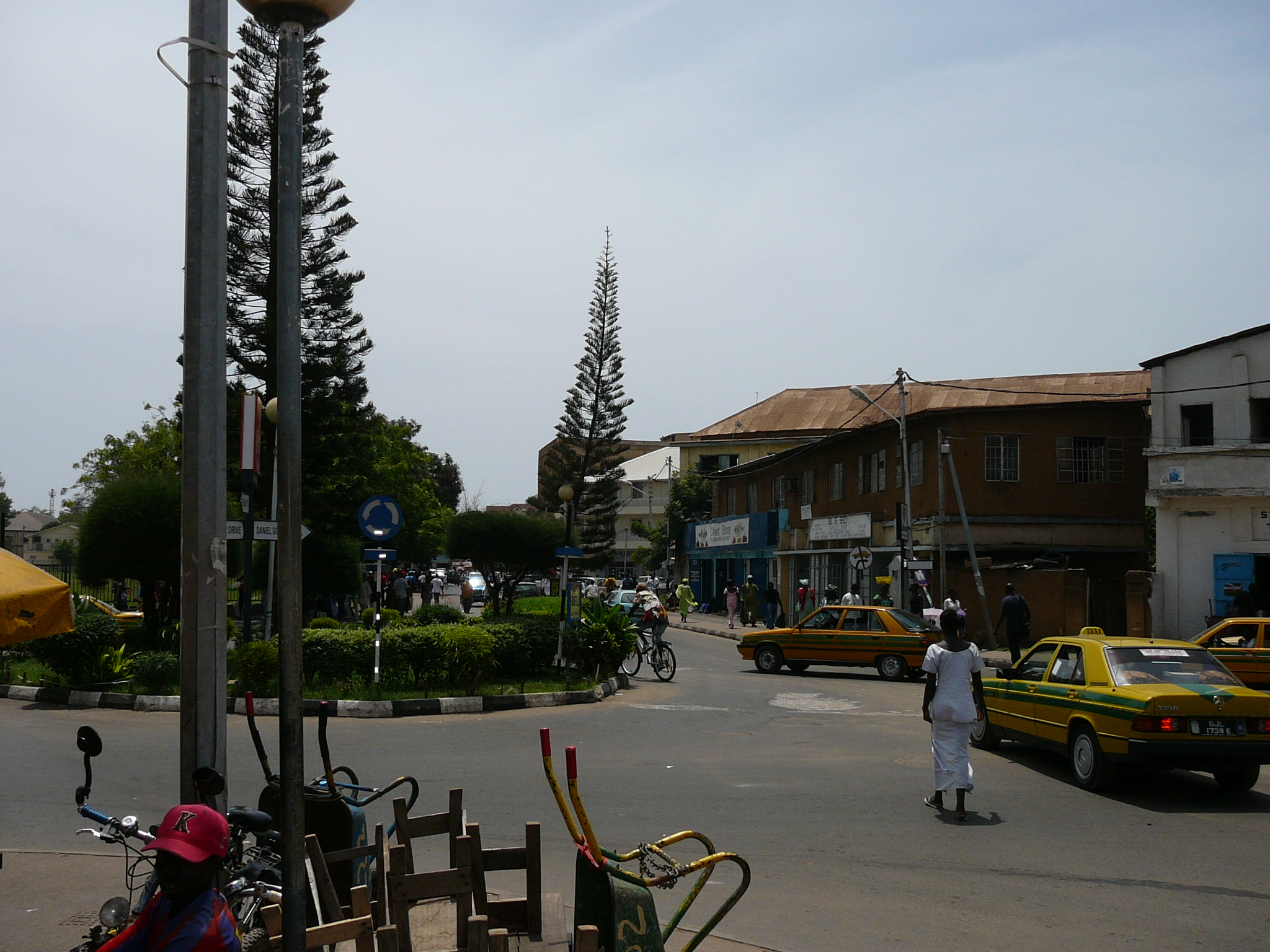
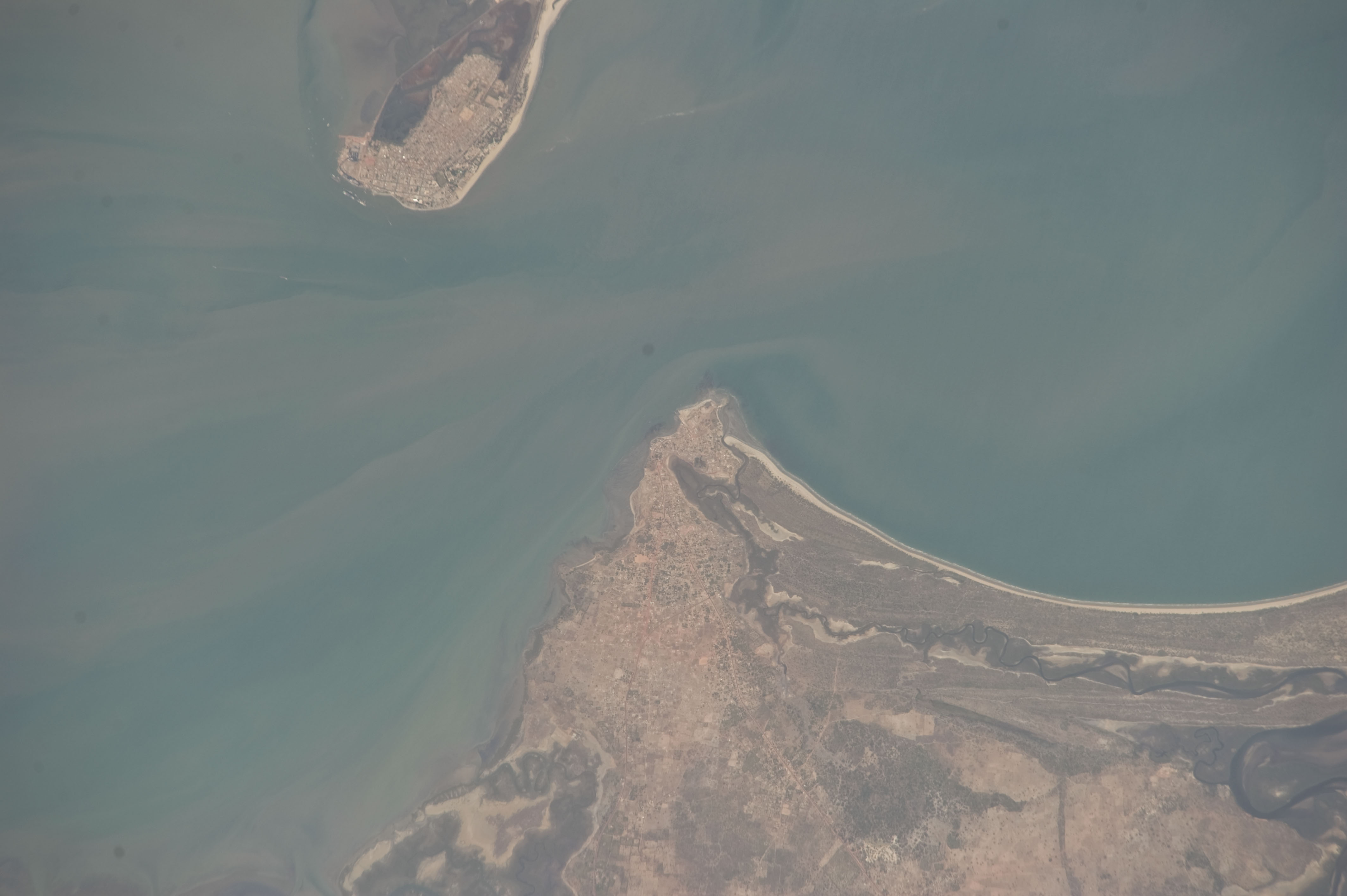

## توأمة
لبَنجول اتفاقيات توأمة مع كل من:
- تايبيه (1997 - )
- فريتاون
- Joal-Fadiouth [الإنجليزية]‏
- يوف الكبرى
- أوستند
- غريمسبي [الإنجليزية]‏
- نيوآرك
- باماكو

## أعلام
- مودو بارو
- باكاري غاساما
- فاتو بنسودة
- موسى بارو
- أبو بكر غاي
- مامادو سيزاي